# Genii veridici
Genii veridici – łaciński dialog polityczny autorstwa Stanisława Herakliusza Lubomirskiego o nieznanej dacie powstania.
Dzieło nie zostało wydane drukiem i stanowi zabytek polskiego piśmiennictwa (rękopis) pozostający w zbiorach Biblioteki Jagiellońskiej w ramach kodeksu 5190. Rękopis liczy 43 strony. Lubomirski atakuje w tym dialogu nadmierne prerogatywy polskiego stanu szlacheckiego w drugiej połowie XVII wieku, nazbyt rozbudowaną władzę sejmików i złotą wolność szlachecką. Pisarz rozpatrzył wnikliwie wzajemny stosunek króla, senatu i szlachty. Jako źródło zła trawiącego I Rzeczpospolitą wskazano nadmierne przywileje stanu szlacheckiego – naczelnego sprawcy zanarchizowania polskiej rzeczywistości. Na tle tego zamętu szerzy się działalność siedmiu odmian szkodników wywodzących się ze stanu szlacheckiego, które pod pozorem krzewienia obywatelskiej cnoty żerują bezkarnie na ciele Rzeczypospolitej, jeżdżąc po sejmach i sejmikach. W drugiej części dialogu przedstawiona została idealna budowa państwa z czasów jego założenia. Autor uznał senat za ostoję praworządnego życia państwowego, ale nie podał uzasadnienia tej tezy.